# Сборная Бразилии по регби-7
Сборная Бразилии по регби-7 (порт. Seleção Brasileira de Rugby Sevens) — национальная сборная, представляющая Бразилию на международных соревнованиях по регби-7. Управляется Бразильской конфедерацией регби (на Олимпийских играх — Олимпийским комитетом Бразилии). Команда не выступала на чемпионатах мира и не завоёвывала медалей на каких-либо турнирах. При этом сборная Бразилии участвовала в нескольких этапах Мировой серии в сезонах 2011/2012, 2014/2015 и 2015/2016, а также на правах хозяев выступила на летней Олимпиаде 2016 года в Рио-де-Жанейро. Однако ни на одном из этих турниров бразильцам не удалось одержать хотя бы одной победы.

## История выступлений

### Олимпийские игры
| Выступления на Олимпийских играх | Выступления на Олимпийских играх | Выступления на Олимпийских играх | Выступления на Олимпийских играх | Выступления на Олимпийских играх | Выступления на Олимпийских играх | Выступления на Олимпийских играх |                      |
| Год                              | Раунд                            | Место                            | И                                | В                                | П                                | Н                                |                      |
| -------------------------------- | -------------------------------- | -------------------------------- | -------------------------------- | -------------------------------- | -------------------------------- | -------------------------------- | -------------------- |
| 2016                             | Утешительный турнир              | 12-е место                       | 5                                | 0                                | 5                                | 0                                |                      |
| 2020                             | Не квалифицировались             | Не квалифицировались             | Не квалифицировались             | Не квалифицировались             | Не квалифицировались             | Не квалифицировались             | Не квалифицировались |
| Итого                            | Утешительный турнир              | 1/1                              | 5                                | 0                                | 5                                | 0                                |                      |

| Выступления на играх | Выступления на играх | Выступления на играх    | Выступления на играх |
| -------------------- | -------------------- | ----------------------- | -------------------- |
| 2016                 | Групповой этап       | Бразилия 12:40 Фиджи    | Поражение            |
| 2016                 | Групповой этап       | Бразилия 0:26 США       | Поражение            |
| 2016                 | Групповой этап       | Бразилия 0:31 Аргентина | Поражение            |
| 2016                 | Утешительный турнир  | Бразилия 12:24 США      | Поражение            |
| 2016                 | Матч за 11-е место   | Бразилия 0:24 Кения     | Поражение            |

### Панамериканские игры
| Гвадалахара 2011 | Четвертьфинал     | 7-е | 4  | 1 | 2 | 1 |
| Торонто 2015     | Четвертьфинал     | 6-е | 5  | 2 | 3 | 0 |
| Лима 2019        | Матч за 3-е место | 4-е | 5  | 2 | 2 | 1 |
| Итого            | 0 побед           | 3/3 | 14 | 5 | 7 | 2 |

### Южноамериканские игры
| Сантьяго 2014  | Матч за 3-е место | 4-е | 7  | 3 | 0 | 4 |
| Кочабамба 2018 | Матч за 3-е место | 4-е | 6  | 3 | 1 | 2 |
| Итого          | 0 побед           | 2/2 | 13 | 6 | 1 | 6 |

### Всемирные игры
| Акита 2001    | Не участвовали      | Не участвовали | Не участвовали | Не участвовали | Не участвовали | Не участвовали |
| Дуйсбург 2005 | Не участвовали      | Не участвовали | Не участвовали | Не участвовали | Не участвовали | Не участвовали |
| Гаосюн 2009   | Не участвовали      | Не участвовали | Не участвовали | Не участвовали | Не участвовали | Не участвовали |
| Кали 2013     | Турнир за 5—8 места | 6-е            | 6              | 2              | 4              | 0              |
| Итого         | 0 побед             | 1/4            | 6              | 2              | 4              | 0              |

### Мировая серия по регби-7
Дебют сборной Бразилии состоялся на этапе Мировой серии в США в 2012 году и закончился полным провалом: бразильцы проиграли все пять матчей. Однако Бразилия решила использовать этот турнир в качестве базы для развития регби-7 и подготовки к Олимпийским играм. Лидером этой команды на турнире был Дэниел Хьюберт Грегг.
В сезоне розыгрыша Мировой серии 2012/2013 сборная Бразилии приняла участие в 2013 году в квалификационном турнире в Гонконге, который проходил в рамках ежегодного Гонконгского турнира (и одновременно этапа Мировой серии с момента её учреждения). На групповом этапе Бразилия проиграла Японии со счётом 10:17, свела вничью матч против Грузии (19:19), а в третьей встрече против сборной Ямайки одержала свою первую победу со счётом 31:5. Однако в борьбе в плей-офф, в которой разыгрывалась путёвка в Мировую серию на правах команды «ядра» (регулярной участницы), она проиграла в четвертьфинале будущим победителям, зимбабвийцам, со счётом 7:21.
В последующие годы бразильцы не выиграли ни одной встречи в Мировой серии.

#### По сезонам
| Лас-Вегас 2012 | Щит     | 15-е | 5 | 0 | 5 | 0 |
| Итого          | 0 побед | 1/9  | 5 | 0 | 5 | 0 |

| Дубай 2014     | Щит     | 15-е | 5  | 0 | 5  | 0 |
| Лас-Вегас 2015 | Щит     | 15-е | 5  | 0 | 5  | 0 |
| Лондон 2015    | Щит     | 15-е | 5  | 0 | 5  | 0 |
| Итого          | 0 побед | 3/9  | 15 | 0 | 15 | 0 |

| Канада 2016 | Щит     | 15-е | 5  | 0 | 5  | 0 |
| Париж 2016  | Щит     | 15-е | 5  | 0 | 5  | 0 |
| Лондон 2016 | Щит     | 15-е | 5  | 0 | 5  | 0 |
| Итого       | 0 побед | 3/10 | 15 | 0 | 15 | 0 |

## Текущий состав
Заявка сборной Бразилии на турнир по регби-7 в Пунта-дель-Эсте
| Игрок              | Прозвище | Клуб     |
| ------------------ | -------- | -------- |
| Лукас Мюллер       |          | Поли     |
| Стефано Джанторно  |          | Сан-Жозе |
| Андре Арруда       | Буда     | Дештерру |
| Густаво Альбукерке | Рэмбо    | Куритиба |
| Матеус Крус        | Крус     | Жакареи  |
| Дуглас Раут        |          | Куритиба |
| Роберт Тенориу     |          | Пастер   |
| Лукас Друди        | Друди    | Жакареи  |
| Даниэль Лима       | Мараньяу | Поли     |
| Лукас Транкес      | Зе       | Поли     |
| Ариэль Родригес    | Ариэль   | Поли     |
| Матеус Аугушту     | Негу     | Жакареи  |